# Transporte

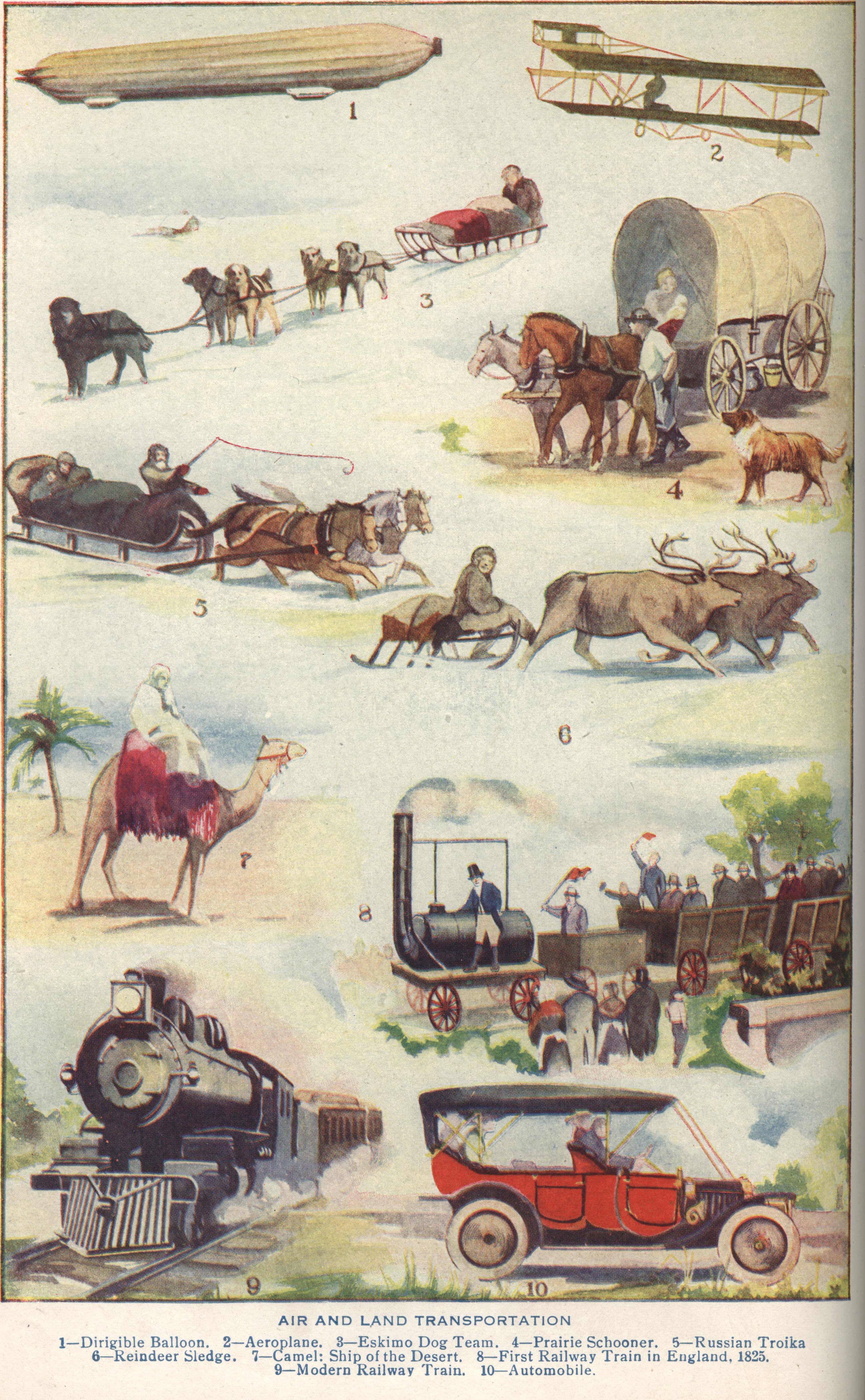
Ilustración de la enciclopedia escolar de 1909 The How and Why Lbrary: Little Questions that Lead es.

El transporte (tb. trasporte) es un conjunto de procesos que tienen como finalidad el desplazamiento y comunicación. Para poder llevar a cabo dichos procesos se emplean diferentes medios de transporte (automóvil, camión, avión, etc.) que circulan por determinados medios que pueden ser terrestres, aéreos, marítimos, etc.

## Sistema de transporte
Para lograr llevar a cabo la acción de transporte se requiere de varios elementos que interactúen entre sí:
Una infraestructura en la cual se lleva físicamente la actividad, por ejemplo las vías para el transporte carretero, ductos para el transporte de hidrocarburos, cables para el transporte de electricidad, canales para la navegación en el continente (inland navigation), aeródromos para el transporte aéreo, etc.
Para lograr llevar a cabo la acción de transporte se requieren varios elementos, que interactuando entre sí, permiten que se lleve a cabo:
- Una  infraestructura  en la cual se lleva físicamente la actividad, por ejemplo las vías para el transporte carretero, ductos para el transporte de hidrocarburos, cables para el transporte de electricidad, canales para la navegación en el continente (inland navigation), aeródromos para el transporte aéreo, etc.
- Vehículo:  instrumento que permite el traslado rápido de personas. Ejemplos de vehículos son la bicicleta, la motocicleta, el automóvil, el autobús, el barco, el avión, etc.

- Un operador de transporte, referencia a la persona que conduce o guía el vehículo
- Unos servicios que permiten que la actividad se lleve a cabo de forma segura, como semáforos.

El sistema de transporte requiere de varios elementos, que interactúan entre sí, para la práctica del transporte y sus beneficios:
- La infraestructura, que es la parte física de las condiciones que se requieren para dar aplicación al transporte, es decir se necesitan de vías y carreteras para el transporte terrestre urbano, provincial, regional e internacional, se necesitan aeropuertos y rutas aéreas para el transporte aéreo, asimismo se requieren canales y rutas de navegación para el transporte naviero ya sean estos por mar o por ríos y lagos. Otra parte de la infraestructura son las paradas y los semáforos en cuanto al transporte urbano, en el transporte aéreo son las torres de control y el radar, y en las navales son los puertos y los radares.
- El vehículo o móvil es el instrumento que permite el traslado de personas, cosas u objetos, de un lugar a otro.
- El operador de transporte es la persona encargada de la conducción del vehículo o móvil, en la cual se van a trasladar personas, cosas u objetos.
- Las normas o leyes es la parte principal del sistema de transportes, es la que dictamina la manera de trasladarse de un lugar a otro, asimismo es la que regula y norma la operación de todos los demandantes y ofertantes del servicio de transporte.

### Oferta y demanda
Los ingenieros de transporte utilizan estos conceptos a la hora de concebir, planificar, diseñar y operar un sistema de transporte. Para un sistema eficiente, es deseable que la demanda utilice al máximo la infraestructura existente. La demanda deberá solo en muy pocas ocasiones superar la oferta.
Uno de los ejemplos más ilustrativos es el de las vías. La oferta para este caso son las vías y los vehículos las demandan. Cuando pocos vehículos demandan la vía, se dice que la infraestructura está prestando un buen servicio, pero es ineficiente. Cuando muchos vehículos utilizan la vía de forma funcional, operarán de forma eficiente la infraestructura, pero el servicio que presta a los usuarios ya no es tan bueno. Cuando demasiados vehículos demandan las vías se forma congestión y esto se considera inaceptable.

## Clasificación
El transporte puede ser clasificado de varias maneras de forma simultánea. Por ejemplo, referente al tipo de viaje, al tipo de elemento transportado o al acceso. Por ejemplo, el transporte de pasajeros generalmente se clasifica en transporte público y el transporte privado.

### Transporte de pasajeros y de carga
El transporte de carga es la disciplina que estudia la mejor forma de llevar de un lugar a otros bienes. Asociado al transporte de carga se tiene la Logística que consiste en colocar los productos de importancia en el momento preciso y en el destino deseado.
La diferencia más grande del transporte de pasajeros es que para este se cuentan el tiempo de viaje y el confort.

### Transporte urbano e interurbano
Esta clasificación es muy importante por las diferencias que implican los dos tipos de viajes. Mientras los viajes urbanos son cortos, muy frecuentes y recurrentes, los viajes interurbanos son largos, menos frecuentes y recurrentes.

### Transporte público y privado
Se denomina transporte público a aquel en el que los viajeros comparten el medio de transporte y que está disponible para el público en general. Incluye diversos medios como autobuses, trolebuses, tranvías, trenes, ferrocarriles suburbanos o ferris. En el transporte interregional también coexiste el transporte aéreo y el tren de alta velocidad.
El transporte público se diferencia del transporte privado básicamente en que:
- en transporte privado el usuario puede seleccionar la ruta
- en transporte privado el usuario puede seleccionar la hora de partida, mientras que en transporte público el usuario debe ceñirse a los horarios
- en transporte privado el usuario puede inferir en la rapidez del viaje, mientras que en transporte público el tiempo de viaje está dado por las paradas, los horarios y la velocidad de operación.
- en el transporte público el usuario recibe un servicio a cambio de un pago, conocido técnicamente como tarifa, mientras que en transporte privado, el usuario opera su vehículo y se hace cargo de sus costos.

El más representativo de los modos de transporte privado es el automóvil. Sin embargo, la caminata y la bicicleta también están dentro de esta clasificación. El taxi, pese a ser un servicio de acceso abierto al público, es clasificado como transporte privado.

### Transporte escolar
El transporte escolar o transporte de estudiantes lleva a cabo viajes de niños y adolescentes desde los lugares de residencia hasta los colegios y viceversa. Pese a que muchos de estos viajes se llevan a cabo en medios de transporte privado, es también muy frecuente que se lleven a cabo de forma colectiva en buses y caravanas especiales para este propósito.
En Estados Unidos y otros países es habitual que se dediquen autobuses para llevar a los escolares de su lugar de residencia a la escuela. La normativa de Estados Unidos obliga a que un cuidador adulto, aparte del conductor, vaya en el autobús y que los autobuses no tengan más de 16 años.
En otros países como Alemania o Finlandia, los alumnos van solos en los vehículos del transporte público de la ciudad. Normalmente, los estudiantes reciben una tarjeta que les permite hacer uso de estos servicios por todo el semestre de forma ilimitada, a un costo muy bajo (subsidiado).
En el caso de un país Sudamericano, Chile posee una tarifa diferida para estudiantes a la que se puede optar presentando un Pase escolar al momento de cancelar el pasaje. Este a su vez permite optar a diferentes tarifas, siendo Educación primaria pasaje sin costo y Educación secundaria además de Educación superior un porcentaje del pasaje adulto (50 % en regiones y 33 % en Santiago). En Davis, Estados Unidos, más del 40 % de los niños y niñas van al colegio en bicicleta.

## Medios de transporte
Son los medios físicos por el que transitan los vehículos que son usados para el traslado de las personas y los bienes. Así, pueden distinguirse los siguientes medios: terrestre, aéreo y acuático

## Modos de transporte
Los modos de transporte son la modalidad o tipo infraestructura necesarias para llevar a cabo los desplazamientos. Incluyen el peatón, la bicicleta, el coche, el autobús, el camión, los ferrocarriles, el transporte fluvial y marítimo (barcos, canales y puertos), el transporte aéreo (aeroplanos, aeropuertos y control del tráfico aéreo), incluso la unión de varios o los tres tipos de transporte. Se habla de reparto modal para describir, en un ámbito dado, cómo se distribuyen los viajes entre los distintos modos que utilizan la infraestructura (similar o distinta: vías férreas y carreteras en la mancha urbana).
Según los modos de transporte utilizados, el transporte se clasifica o categoriza en:
- Transporte por carretera: peatones, bicicletas, automóviles y otros vehículos sin riéles.
- Transporte por ferrocarril: material rodante sobre vías férreas.
- Transporte por vías navegables: transporte marítimo y transporte fluvial.Para el agua el barco , es el más conocido.
- Transporte aéreo: aeronaves y aeropuertos.
- Transporte combinado: se utilizan varios modos de transporte y la mercancía se transborda de vehículo a otro. Este modo de transporte se ha desarrollado dando lugar al transporte intermodal o transporte multimodal, en el que la mercancía se agrupa en «unidades superiores de carga», como el contenedor, que permiten el transporte por diferentes vías sin «ruptura de carga».
- Transporte vertical: ascensores y montacargas.
- Transporte por tuberías: oleoductos y gasoductos, en los que se impulsan fluidos a través de tuberías mediante estaciones de bombeo o de compresión.

Asimismo, puede distinguirse entre transporte público y transporte privado dependiendo de la propiedad de los medios de transporte utilizados.
También puede ser interesante la distinción entre el transporte de mercancías y el transporte de pasajeros.

## Integración Multimodal (de transporte de pasajeros)
La integración entre más de dos modos de transporte es la integración multimodal, dicha integración puede ser física, operativa o tarifaria. Por ejemplo, integración entre bus y un sistema metro o tranvía.

## Integración Intermodal (de transporte de pasajeros)
La integración entre rutas de un solo modo de transporte, dicha integración puede ser física, operativa o tarifaria.Por ejemplo, integración entre dos rutas donde benefician al pasajero con una tarifa menor por usarlas en un recorrido.

## Modelización del transporte
La modelización de transporte o modelación de transporte permite planificar situaciones futuras y actuales del transporte urbano. El concepto de “modelo” debe ser entendido como una representación, necesariamente simplificada, de cualquier fenómeno, proceso, institución y, en general, de cualquier “sistema”. Es una herramienta de gran importancia para el planificador, pues permite simular escenarios de actuación y temporales diversos que ayudan a evaluar alternativas y realizar el diagnóstico de futuro.
El esquema clásico de modelación es el de cuatro etapas o cuatro pasos.
- Paso 1: Modelos de generación de viajes para evaluar viajes producidos y atraídos por cada zona de transporte en distintos escenarios.
- Paso 2: Modelos de distribución, para estimar matrices origen-destino (O/D) futuras.
- Paso 3: Modelos de selección modal, para determinar la captación de cada modo entre las distintas relaciones O/D, para los motivos que se calibren.
- Paso 4: Modelos de selección de ruta o asignación que permite determinar los caminos o rutas escogidas para cada relación y la carga por tramos para líneas o redes viarias en los distintos períodos horarios analizados.

A veces, según los datos disponibles y el tipo de análisis que se desea se puede prescindir del modelo de generación, quedando en tres etapas y obteniéndose únicamente el modelo de distribución. En corredores de carreteras sin transporte público realmente competitivo, es frecuente suponer que no hay trasvase modal y solo se use el de distribución (o un modelo de crecimientos) y el de asignación únicamente.
También se pueden mencionar otros tipos de modelos como los de usos del suelo que permiten análisis interrelacionados y complejos entre actividad en el territorio y transportes.

### Diseño de redes de transporte
Las redes se diseñan considerando tres aspectos: la geometría, la resistencia y la capacidad. En la práctica, el diseño de transporte centra sus miras en tomar los diseños geométricos y definir su ancho, número de carriles, vías o diámetro. Su producto es tomado por el especialista en pavimentos, rieles, puentes o ductos y convertido en espesores de calzada, balasto, vigas o paredes de tubería. El ingeniero de transporte es también responsable de definir el funcionamiento del sistema considerando el tiempo.
Los principales métodos para el diseño de redes incluyen el método de las cuatro etapas, el uso de la teoría de colas, la simulación y los métodos que podrían llamarse de coeficientes empíricos.

#### Método de cuatro etapas
En este método de modelización de transporte se calcula separadamente la "generación de viajes", o número de personas o cantidad de carga que produce un área; la "distribución de viajes" de viajes, que permite estimar el número de viajes o cantidad de carga entre cada zona de origen y destino; la "partición modal", es decir, el cálculo del número de viajes o cantidad de carga que usarán los diferentes modos de transporte y su conversión en número de vehículos; y, finalmente, la "asignación", o la definición de qué segmentos de la red o rutas utilizará cada uno de los vehículos.
Este proceso se realiza utilizando la densidad y la localización de población o de carga actual para verificar que los volúmenes previstos por el método estén de acuerdo con la realidad. Finalmente, se usan las estimaciones de población futura para recalcular el número de vehículos en cada arco de la red que se usará para el diseño. Se utiliza principalmente para diseñar el transporte y es exigido por ley en muchas zonas urbanas.

#### Método de teoría de colas
Utiliza la estadística y ciertas asunciones sobre el proceso del servicio. Permite estimar, a partir de las tasas de llegada de los clientes (ya sean vehículos o personas) y de la velocidad de atención de cada canal de servicio, la longitud de cola y el tiempo promedio de atención. La tasa de llegada de los clientes debe analizarse para conocer, no solamente su intensidad en número de clientes por hora, sino su distribución en el tiempo. Se ha hallado, experimentalmente, que la distribución de Poisson y las distribuciones geométricas reflejan bien la llegada aleatoria de clientes y la llegada de clientes agrupados, respectivamente. Se utiliza principalmente para la estimación de número de casetas de peaje, surtidores en estaciones de combustible, puestos de atención en puertos y aeropuertos y número de cajeros o líneas de atención al cliente requeridas en un establecimiento. La teoría de colas se basa en procesos estocásticos...

#### Métodos de simulación de transporte
Existen dos tipos principales de simulaciones en computador utilizadas en la ingeniería de transporte: macrosimulaciones y microsimulaciones.
Las macrosimulaciones utilizan ecuaciones que reflejan parámetros generales de la corriente vehicular, como velocidad, densidad y caudal. Muchas de las ideas detrás de estas ecuaciones están tomadas del análisis de flujo de líquidos o gases o de relaciones halladas empíricamente entre estas cantidades y sus derivadas.
Las segundas simulan cada vehículo o persona individualmente y hacen uso de ecuaciones que describen el comportamiento de estos vehículos o personas cuando siguen a otro (ecuaciones de seguimiento vehicular) o cuando circulan sin impedimentos.

#### Métodos de coeficientes
Utilizan ecuaciones de tipo teórico pero, en general, parten de mediciones que indican la capacidad de una red en condiciones ideales. Esta capacidad, normalmente, va disminuyendo a medida que la red o circunstancias se alejan de ese ideal.
Los métodos proporcionan coeficientes menores que la unidad, por los que se debe multiplicar la capacidad "ideal" de la red para encontrar la capacidad en las condiciones dadas. y eso más cosas

## Transporte y comunicaciones
El transporte y la comunicación son tanto sustitutos como complementos. Aunque el avance de las comunicaciones es importante y permite trasmitir información por telégrafo, teléfono, fax o correo electrónico, el contacto personal tiene características propias que no se pueden sustituir.
El crecimiento del transporte sería imposible sin la comunicación, vital para sistemas de transporte avanzados (control de trenes, control del tráfico aéreo, control del estado del tránsito en carretera, etc.). No existe, sin embargo, relación probada entre el crecimiento de estos dos sistemas. El mejor previsor del crecimiento de un sistema de transporte es el crecimiento del producto interno bruto (PIB) de un área. Resulta, además, relativamente fácil encontrar predicciones del PIB. La utilización de series históricas para predecir el crecimiento futuro del sistema de transporte puede llevar a serios errores (problema de la "suboptimización" o de análisis fragmentario de un sistema).

## Teoría de la movilidad aplicada al transporte
La teoría de la movilidad en transporte es una teoría social iniciada en Lancaster, Reino Unido por el sociólogo John Urry. Su posición académica sugiere que el mundo globalizado se caracteriza por una alta movilidad que conecta por medio del transporte a personas, mercancías, signos y espacios geográficos. Los espacios geográficos se integran a través de signos que les son propios y que pueden ser intercambiados semióticamente. Estos signos no solo confieren valor al producto consumido sino que se conectan a una matriz cultural que le ofrece al turista una diversidad de paisajes. La teoría de la movilidad sugiere que existen diferentes formas de moverse que condicionan al sujeto y a su concepción del ambiente. Urry sostiene que los turistas y viajeros modernos se movilizan fuera de sus hogares con el fin último de poseer aquello que desean ver. La mirada turística (tourist-gaze) debe comprenderse como una institución social centrada en la necesidad de posesión pero también de aceptación de la mirada del "Otro".
En los últimos años, algunos autores como Maximiliano Korstanje y Rodanthi Tzanelli han establecido un abordaje crítico de la teoría de la movilidad argumentando que más allá del paradigma, la movilidad real en el norte global difiere sustancialmente con el sur.  En este sentido, la teoría de la movilidad encuentra ciertas limitaciones para explicar la realidad de los países subdesarrollados en el sur global, donde la movilidad no es la regla sino la excepción. En este sentido, Raoul Bianchi ofrece una explicación sobre las diferentes asimetrías y desigualdades de clase que abre la globalización en el planeta.
Por su parte, Philip Vannini sostiene que la sociología de la movilidad debe prestar particular atención a los medios de transporte como así también a sus impactos socioculturales en la vida cotidiana y el cultura misma. El capitalismo global crea discursividades específicas que legitiman la exclusión de ciertos actores del sistema productivo. A tal fin, la movilidad debe comprenderse como un signo de estatus para aquellos grupos que se encuentran facultados para viajar, mientras que otros quedan inmovilizados sin posibilidad alguna de hacerlo.

## Transporte, actividades y uso de la tierra
El transporte y el uso de la tierra están relacionados de manera directa. Dependiendo del uso de la tierra se generan actividades específicas que no necesariamente coinciden con el lugar de residencia de quienes las desarrollan, en cuyo caso se deben trasladar. Una jornada puede ser dividida entre el tiempo gastado en actividades y el tiempo gastado viajando desde y hacia el lugar en el cual se desarrollan tales actividades. Se dice que el transporte es "una demanda indirecta", dado que carece de fin en sí mismo, pero es necesario para desarrollar las actividades en el sitio de destino.
La agrupación de una variedad de actividades dentro de la misma zona terrestre minimiza la necesidad del transporte. Por el contrario, la organización por zonas de actividades exclusivas la aumenta. Sin embargo, hay economías de escala al agrupar actividades, lo que impide una organización de actividades por zonas completamente heterogéneas.
También el transporte y el uso de tierra actúan recíprocamente de otro modo, dado que los servicios de transporte consumen tierra, al igual que las ciudades. Un sistema de transporte eficiente puede minimizar el uso de la tierra. Sin embargo, este ahorro debe ser comparado con el coste; un sistema de transporte eficiente en una ciudad grande puede tener un coste sumamente elevado.

## Transporte, energía y medio ambiente
El transporte es un consumidor importante de energía, la puede obtener mediante la quema de combustibles, hasta no hace mucho mayoritariamente fósiles en motores de combustión. En el proceso de combustión se generan emisiones gaseosas contaminantes (CO2, CO, NOx, SOx y otros, como partículas) cuya nocividad depende de la fuente de energía usada.
Suele sostenerse que los vehículos eléctricos impulsados son "limpios", al igual que aquellos que usan celdas de hidrógeno. Pero, en realidad, depende de la fuente de la que provenga la electricidad. Si usan electricidad producida en centrales alimentadas por combustibles fósiles, la contaminación es más localizada que con los coches de combustión, ya que pueden aplicarse técnicas de captura y almacenamiento de carbono. Si se utilizan fuentes renovables (electricidad renovable) no existe este problema de emisiones.
Dado que se prevé el agotamiento de combustibles fósiles hacia el 2050, el transporte mundial enfrenta el reto de modificar completamente sus sistemas en algo menos de cinco décadas. Se prevé que los vehículos de hidrógeno serán los más económicos, si se extrapolan las tecnologías actuales, con lo cual deberemos aprender a producirlo por otros métodos distintos del altamente contaminante que se usa hoy en día (tratamiento de gas natural con vapor), que genera inmensas cantidades de dióxido de carbono, si queremos que su uso no contribuya aún más al calentamiento global.
Durante los últimos años los vehículos han estado haciéndose más limpios, como consecuencia de regulaciones ambientales más estrictas e incorporación de mejores tecnologías, (convertidores catalíticos, etc.), y, sobre todo, por un mejor aprovechamiento del combustible. Sin embargo, esta situación ha sido más que compensada por la subida tanto del número de vehículos como del uso creciente anual de cada vehículo, lo cual determina que ciudades con más de 1.000.000 de habitantes presenten problemas de índices de contaminación atmosférica excesivos, afectando la salud de la población.
En el año 2009 la NASA promovió el denominado Desafío Vuelo Verde, un concurso por el que se premia con medio millón de dólares al proyecto más original y eficiente. Más de media docena de proyectos se han presentado hasta el momento. La iniciativa se desarrolla en cooperación con las siguientes instituciones norteamericanas: Departamento de Agricultura y Energía, la Agencia de Protección Ambiental, la Fundación Nacional de Ciencia y el Instituto Nacional de Comercio de Estándares y Tecnología, junto con la Oficina de Patentes y Marcas. Algunos de estos proyectos son:
Cri-Cri
Un aeroplano acrobático de fabricación francesa y completamente eléctrico. Funciona con cuatro motores y tiene una autonomía de vuelo de 30 minutos a una velocidad de crucero de 100 km/h.
SugarVolt
Modelo híbrido diseñado por Boeing. Funciona con una combinación de turbinas (de hélice) de queroseno, que son las que lo hacen despegar. Pero, una vez en el aire, al necesitar menos energía, vuela con un motor eléctrico.
Skyhawk 172
La firma aeronáutica Cessna prevé tener lista para finales de 2011. El avión de pequeña envergadura dispondrá solamente de dos asientos, pero aun así se estima que sea uno de los más usados debido a su parecido con un modelo anterior, al que se le han incluido mejoras.
El Superboeing
No todos los aviones ecológicos serán eléctricos. Este es un prototipo supersónico de Boeing que funciona con combustible de alto rendimiento, y que está siendo diseñado en colaboración con la NASA. Además en cuanto al medio aéreo se plantea otro hándicap a tener en cuenta. En la actualidad las innovaciones que se han hecho en los aviones acotan en demasía los vuelos comerciales. Es decir el mercado se cerca. En su gran mayoría son jets privados de pocas plazas que no permiten el transporte masivo de pasajeros, por lo tanto, la problemática inicial de hacer factible una opción poco contaminante al gran público; en este caso es imposible por el momento.
El transporte y la distribución de la energía por medios de transporte han ocasionado múltiples accidentes que han afectado gravemente a personas, instalaciones y medio ambiente. El transporte de la energía varía dependiendo del tipo de energía a transportar.
- El transporte del carbón: se lleva a cabo principalmente por carretera y ferrocarril, y últimamente se está incrementando el transporte fluvial.
- El transporte del petróleo: se realiza mayoritariamente por oleoductos y petroleros, y al consumidor por medio de camiones cisterna.
- El transporte de la energía eléctrica: se lleva a cabo a través de las redes eléctricas, que distribuyen la corriente desde las estaciones transformadoras primarias hasta el consumidor y, a veces, de forma inversa (V2G).

El medio también causa impactos importantes sobre el sistema energético; cabe destacar el efecto de los terremotos, huracanes, tormentas, variaciones bruscas de temperatura, etc.

### En relación con los impactos ambientales
- Camino rural
- Impacto ambiental de vías terrestres

### En relación con la locomoción animal
- Aparato locomotor
- Anatomía y fisiología de los mamíferos: aparato locomotor
- Términos anatómicos de localización
- Velocidad de los animales
- Platooning